# A1403K
A1403K（えーいちよんぜろさんけー）とは、京セラがKDDIおよび沖縄セルラー電話のauブランド向けに提供した携帯電話。多機能性でなく、デザイン性と親しみやすさを一番に考えたエントリーモデルで、auで初めて「フレンドリーデザイン」に対応。発売日は2004年12月27日。CMイメージキャラクターにミュージシャンの長渕剛が起用されていた。また2006年4月には本機をベースにし大容量のリチウムイオンバッテリーを搭載した法人向け端末「B01K（びーぜろいちけー）」が発売されている。なお「B01K」は基本的に法人向けだが「E03CA」同様、一般ユーザーも入手することが可能だった。

## デザイン
京セラらしい特徴のある、卵のような形状をした個性的なデザイン。発売当初、これには賛否両論の声があった。

## 機能
auではA1400番台は基本的にエントリーモデルなので機能面では地味だが、BREWアプリが動作する（「EZナビウォーク」等、一部のアプリには対応しない）。フレンドリーデザインの内容としては、Eメールの内容や機能設定の項目、着信時の相手の名前（アドレス帳に登録されている場合）を読み上げてくれる機能（声サポート）、でか受話音、押しやすさを重視したキーパッド等がある。また、お年寄りや、携帯電話の操作に不慣れなユーザーを対象として、最低限必要な機能に絞り、画面表示を簡素化した別メニュー（かんたんモード）を持っている。フォルダを開いた状態でも、閉じた状態でも、スピーカーからの音声を聞き取りやすくなるようにするため、スピーカーをヒンジ部に内蔵している（後発のW51SHやW61SH（両者共シャープ製）もスピーカーがヒンジに内蔵されているが、これはワンセグ視聴時の音声をユーザーに直に届けるという目的であり、A1403Kとは別のアプローチ・思想である）。

## バグ
EZweb中に再起動するバグがある。